# Ян Діоманде
Ян Діоманде́ (фр. Yan Diomande; нар. 14 листопада 2006) — івуарійський футболіст, вінгер німецького клубу «РБ Лейпциг».

## Клубна кар'єра

### «Леганес»
Займався футболом в системі ДМЕ Академі в США.
28 листопада 2024 року перейшов в іспанський «Леганес», підписавши трирічний контракт. 29 березня 2025 року дебютував в основному складі «Леганеса» в матчі Ла-Ліги проти мадридського «Реала», вийшовши на заміну Хуану Крусу. 11 травня 2025 року в поєдинку Ла-Ліги проти «Еспаньйола» забив свій перший гол у професіональній кар'єрі. У віці 18 років і 178 днів став наймолодшим бомбардиром клубу в Ла-Лізі.

### «РБ Лейпциг»
16 липня 2025 року перейшов в німецький «РБ Лейпциг», підписавши п'ятирічний контракт. Сума трансферу становила 20 млн євро, ставши третім найдорожчим продажем в історії «Леганеса». 16 серпня дебютував за нову команду в матчі Кубка Німеччини проти «Зандгаузена», вийшовши в стартовому складі. У цій ж грі забив свій перший гол за клуб.

## Кар'єра в збірній
У травні 2025 року отримав виклик в збірну Кот-д'Івуару до 23 років, за яку дебютував 6 червня в матчі проти збірної Нідерландів.

## Статистика виступів
Станом на 16 серпня 2025 
| Клуб              | Сезон             | Чемпіонат           | Чемпіонат | Чемпіонат | Кубок | Кубок | Єврокубки | Єврокубки | Інші  | Інші | Всього | Всього |
| Клуб              | Сезон             | Дивізіон            | Матчі     | Голи      | Матчі | Голи  | Матчі     | Голи      | Матчі | Голи | Матчі  | Голи   |
| ----------------- | ----------------- | ------------------- | --------- | --------- | ----- | ----- | --------- | --------- | ----- | ---- | ------ | ------ |
| Леганес Б         | 2024–25           | Терсера Федерасьйон | 3         | 0         | —     | —     | —         | —         | —     | —    | 3      | 0      |
| Леганес           | 2024–25           | Ла-Ліга             | 10        | 2         | 0     | 0     | —         | —         | —     | —    | 10     | 2      |
| РБ Лейпциг        | 2025–26           | Бундесліга          | 0         | 0         | 1     | 1     | 0         | 0         | 0     | 0    | 1      | 1      |
| Всього за кар'єру | Всього за кар'єру | Всього за кар'єру   | 13        | 2         | 1     | 1     | 0         | 0         | 0     | 0    | 14     | 3      |